# リムリック大学
リムリック大学（リムリックだいがく、英語: University of Limerick、公用語表記: Ollscoil Luimnigh）は、リムリック県リムリックに本部を置くアイルランドの国立大学。1972年創立、1989年大学設置。大学の略称はUL。

## 概要

### 大学全体

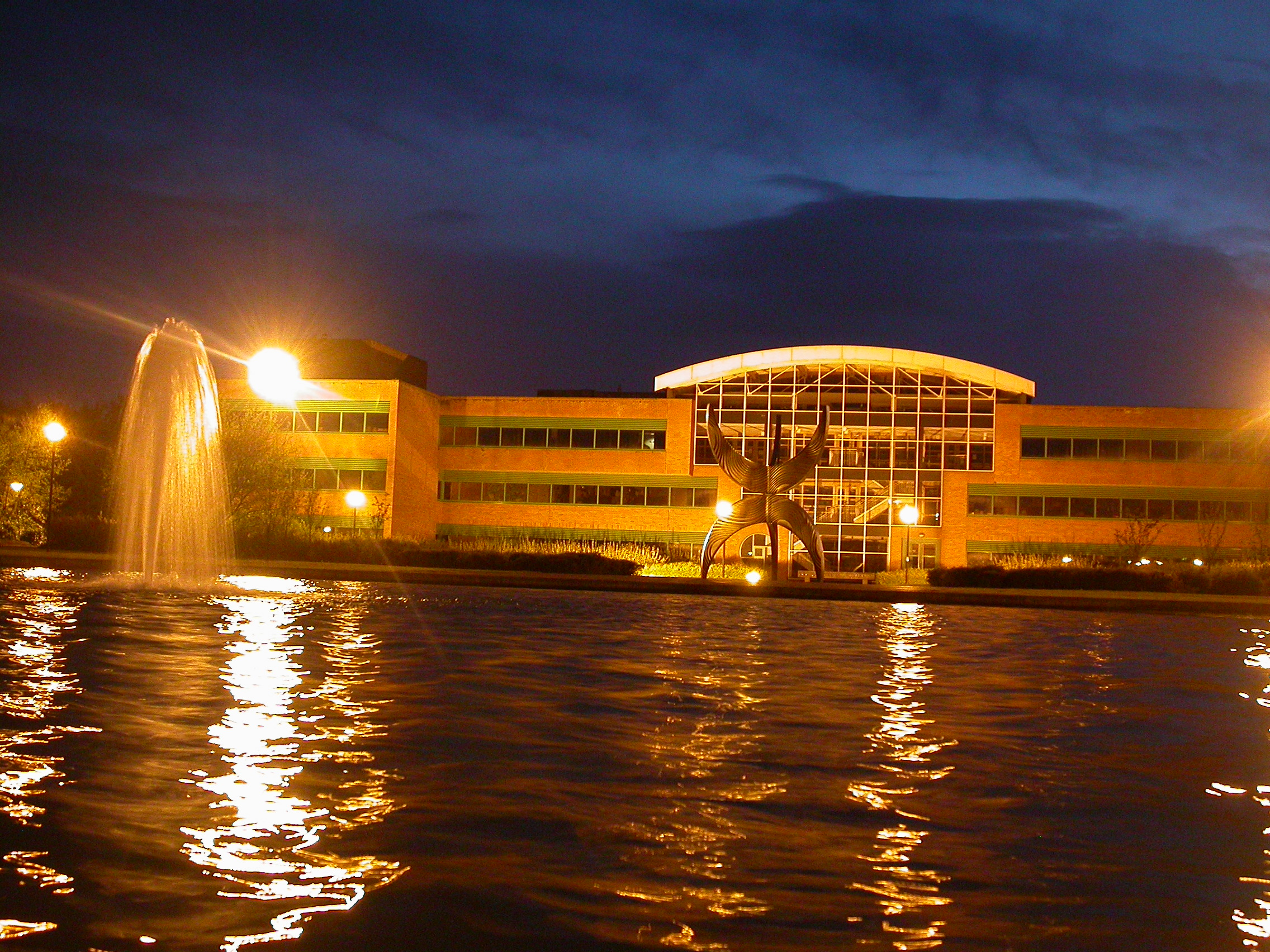
シューマン棟

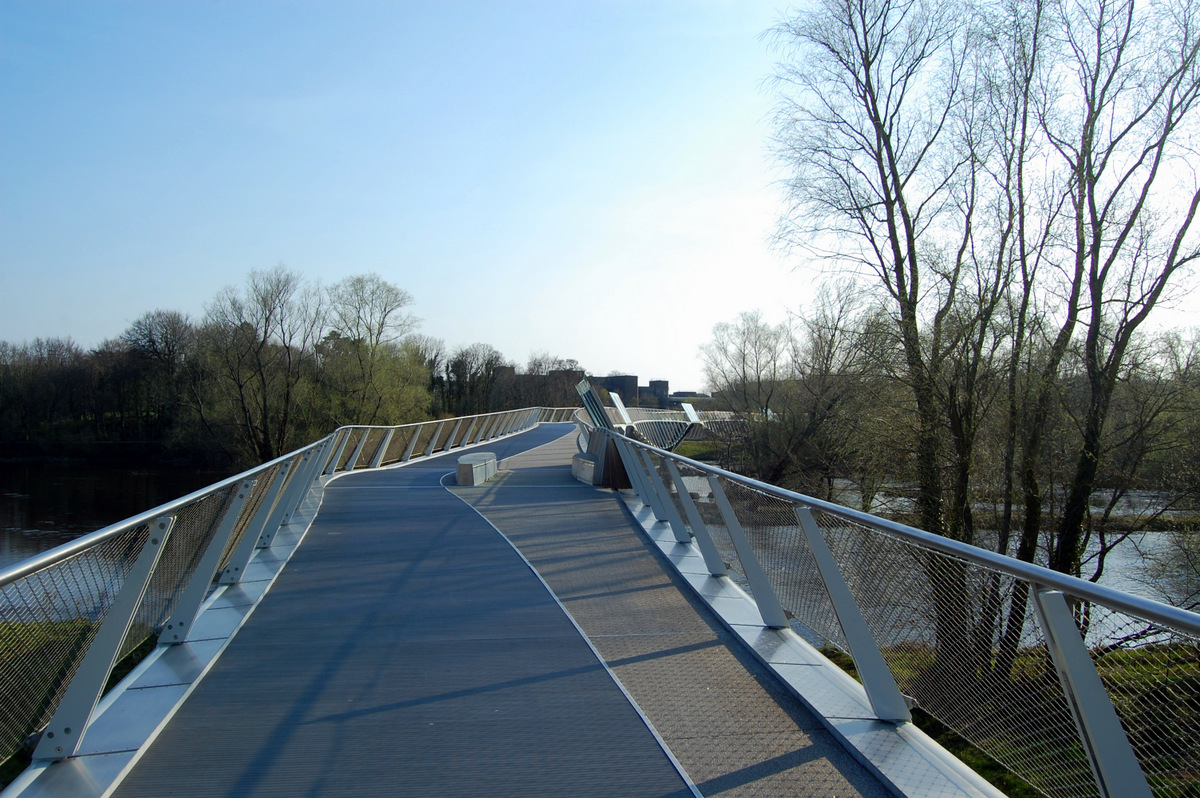
リビング橋（シャノン川）

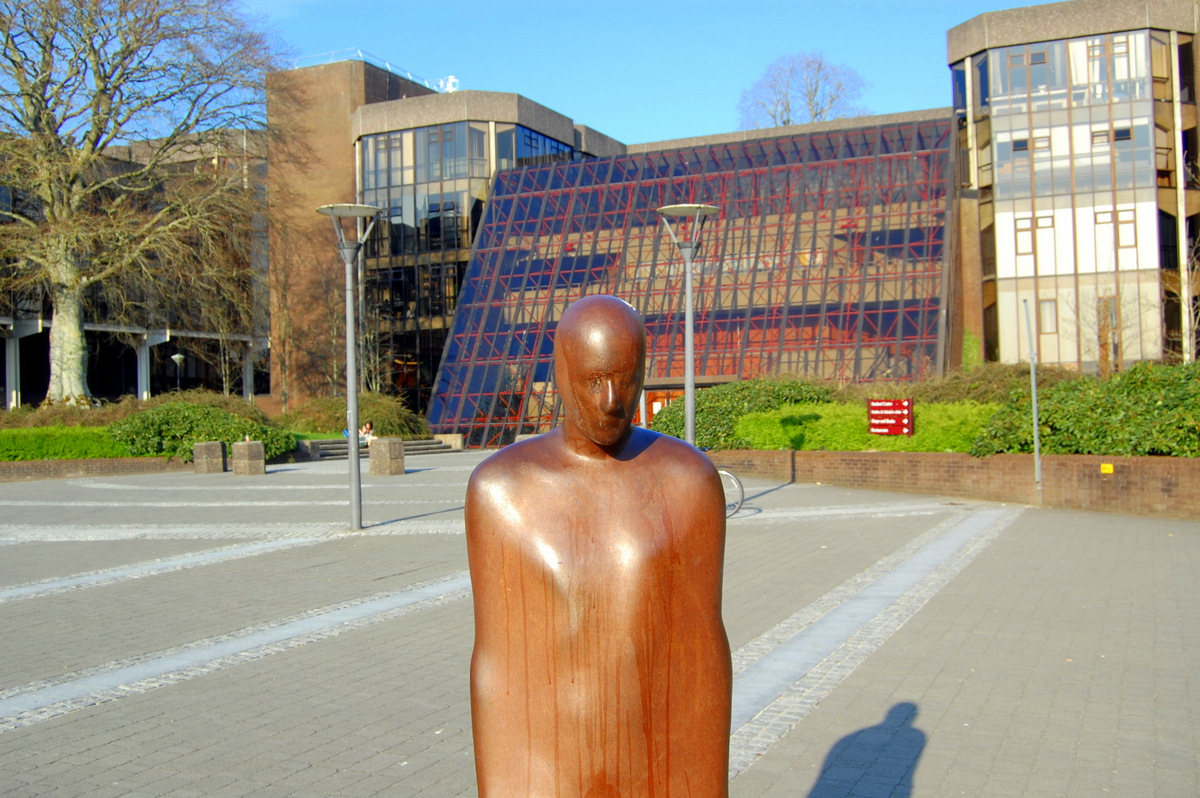
中央プラザ（彫刻はアントニー・ゴームリーによる）

1972年創設の国立高等専門学校リムリック校を母体として1989年に発足した。1922年のアイルランド独立後に設立された最初の大学で、後にダブリンシティ大学が設立された。ヨーロッパ大学協会、アトランティック大学同盟、アイルランド大学協会、アイルランド大学の加盟大学である。
キャンパスはシャノン川の両岸に位置し、北岸に46ヘクタール、南岸に91.5ヘクタールの敷地を持つ137.5ヘクタール（340エーカー）の敷地で、市内中心部から5kmの距離にある。2,400人以上の留学生を含む11,000人以上の学部生と1,500人以上のパートタイムの学生が在籍しており、800人以上の研究院生と1,300人以上の大学院生が在籍している。協同組合教育（Co-op）プログラムでは、全学生に学位取得の一環として8ヶ月間の職場体験を提供している。
学士課程で日本語を法学科、応用言語学科、経営学科で学ぶことができる。通常会社の長期に渡るインターンシップや外国語青年招致事業（JETプログラム）に参加できる。また、日本語の講義を専任している日本人も常駐している。

### 大学評価
大学評価の世界的指標の一つである、クアクアレリ・シモンズによる「QS世界大学ランキング 2021」（2020年）では世界第511～520位台等、国内第6位である。
また、タイムズ・ハイアー・エデュケーションの『THE世界大学ランキング 2021』（2020年）では、世界第501～600位台等、国内第8位である。

### 入学試験
中央出願局（CAO）は、リムリック大学に代わり、アイルランド、イギリス、欧州連合および欧州自由貿易連合の学部課程の出願を担当している。学部課程への入学の決定は、CAOに合格受験者に通知を出すようリムリック大学が指示している。大学への入学は専ら学力に基づいている。最低限の入学要件があり、個々の学部・コースにはさらに入学要件がある。医学や音楽、演劇など一部の学部・コースは別の試験を受ける必要もある。
CAOは、アイルランドの国家統一高校卒業試験のリービング・サーティフィケートの結果に応じて合否を決める。イギリスの一般教育修了上級レベル、フランスのバカロレアなどの欧州連合および欧州自由貿易連合の試験や国際バカロレアなどでも出願はできる。
欧州連合および欧州自由貿易連合の国民または居住者ではない出願者には、異なる出願手順が適用される。
大学院への入学は、リムリック大学が直接担当する。

## 沿革

### 大学キャンペーン
創立者のエドワード・M・ウォルシュによると、1845年にリムリック市長がクイーンズ・カレッジの設立を申請したが、代わりにクイーンズ・カレッジのベルファスト校、コーク校、ゴールウェイ校が設立された。1908年には、アイルランド国立大学とリムリックから約5キロ離れたマングレット・カレッジを結びつける試みが行われた。1888年から1908年まで、王立アイルランド大学から学位を授与される芸術学部の学士号および修士号を提供していた。1909年に解散し、アイルランド国立大学となり、マングレットでの高等教育は終了した。1909年から1912年までは、王立大学で入学した学生を受け入れるために、アイルランド国立大学がマングレット・カレッジの学生に学位を授与していた。
1950年代後半になると、リムリックに大学を設立するためのキャンペーンが本格的に始まった。リムリック大学計画委員会は、1957年のリムリック市長のテッド・ラッセルによって1959年9月に設立された。もう一人の支援者であるダーモット・キンレンは高裁判事であり、アイルランドで最初の刑務所・拘置所監察総監だった。ラッセルとキンレンは2002年に大学から名誉学位を授与された。

### リムリック国立高等教育研究所
1960年代の経済発展政策の成功により、アイルランドには外国からの投資が流入し、既存の大学では対応できない専門知識の需要が高まった。アイルランドはリムリックに国立高等教育研究所（NIHE）を設立したが、これはヨーロッパ大陸の技術系大学や英国で開発されているポリテクニックをモデルにしたものであった。1970年1月1日には、エドワード・ウォルシュが計画委員会の委員長兼所長に就任した。この20世紀的なアプローチは、世界銀行、欧州投資銀行、慈善家からの資金援助を利用していることからも明らかである。例えば、建設の第1段階には世界銀行からの資金が使われた。教職員は国際的に採用され、広範な教育・研究施設に加え、アナログ・デバイセズ（アイルランド初のシリコンチップを製造した）を中心とした外国からの投資を集めた。
最初の学生が入学したのは1972年のことで、この研究所がジャック・リンチ首相によって開校されたときだった。開発の第2段階では、欧州投資銀行が資金を提供した。慈善家のチャック・フィーニーは大学への大口寄付者であった。「シャノン開発」はまた、統合されたキャンパスとして国立技術公園を確立するためにNIHEの提案をサポートし、計画の初期の支援者だった。
政府交代により、NIHEはアイルランド国立大学の認定カレッジとしての認可を申請し、1977年には卒業生に学位が授与された。学生などの強い反対により、NIHEはアイルランド国立大学から脱退し、独立した教育機関となった。1978年から1988年までは、全国教育賞審議会（NCEA）がNIHEの学位授与機関となっていた。

### 大学認可
1989年には、リムリック国立高等教育研究所がリムリック大学として、ダブリン国立高等教育研究所がダブリンシティ大学として設立され、それぞれが独自の学位を授与する権限を持つようになった。これらは、アイルランドの独立以来、「大学」という名称を与えられた最初の機関となった。
リムリックのトモンド教育カレッジが法人化された後、1991年に拡張が行われた。共通のキャンパスを共有するトモンド教育カレッジは、国立体育カレッジとして1973年に設立され、中等教育に焦点を当てた教育と専門的な研究の学部となった。1991年からは、メアリー・インマキュレート・カレッジ（MIC）の学位もリムリック大学から授与されている。MICの学位は初等教育学部と芸術学部で構成されているが、2012年からはサーレスのセント・パトリック・カレッジで授与された学位もリムリック大学から授与されている。

### アイルランドのアメリカ大学
コーオプ教育、成績平均点、3学期制など、アメリカ合衆国の大学の要素が採用された。
1988年以来、欧州連合のエラスムスに積極的に参加しており、欧州24カ国に207の協定校を有している。また、アメリカ、カナダ、オーストラリア、ニュージーランド、ブラジル、中国、シンガポール、日本とも協定校を結んでいる。
2010年にはアイルランド国立大学ゴールウェイ校と提携し、リソースを共有している。

### リムリック2030
リムリック市中心部の再開発を促進するためのリムリック2030計画の一環として、リムリック市中心部に拠点を置くことを約束している。現在、大学の主要学部はすべて市内中心部から約5km離れたキャッスルトロイにある。元学長のドン・バリーは、2013年7月にこの計画の概要を発表した。

## 構成組織

### ガバナンス
リムリック大学は、1980年に制定された国立高等教育研究所法（National Institute for Higher Education, Limerick, Act, 1980）と、1989年に制定されたリムリック大学法（University of Limerick Act, 1989）の改正により大学として認可され、関連事項が規定されていることから、法律に基づき政策を決定する統治機関によって運営されている。大学に関する重要な法律としては、1997年に制定された大学法（Universities Act, 1997）がある。
運営機関の29名は、幅広い団体や当局によって選出され、職員や学生（学生組合役員の選挙に基づく職権上の選出）から選出された者も含まれている。
大学長は座右の銘として、理事長が務めている。2019年現在、リムリック大学の学長は、第18代副首相のメアリー・ハーニーである。

### 認可校
以下は、リムリック大学が学位授与を行う高等教育機関である。
- メアリー・イマキュレート大学（MIC）
- MICセント・パトリック・キャンパス

### 学部

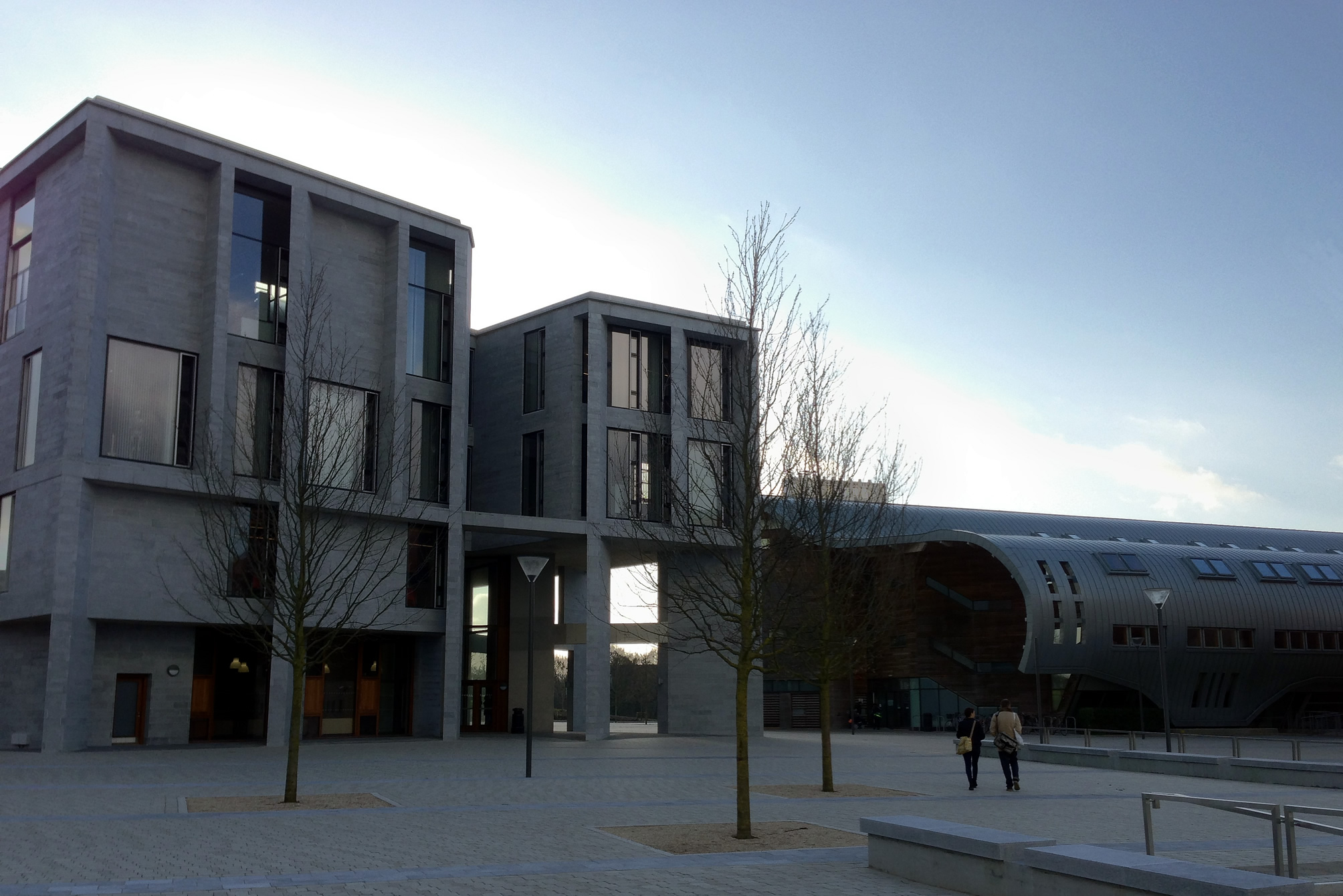
スターリング賞を受けた医学棟

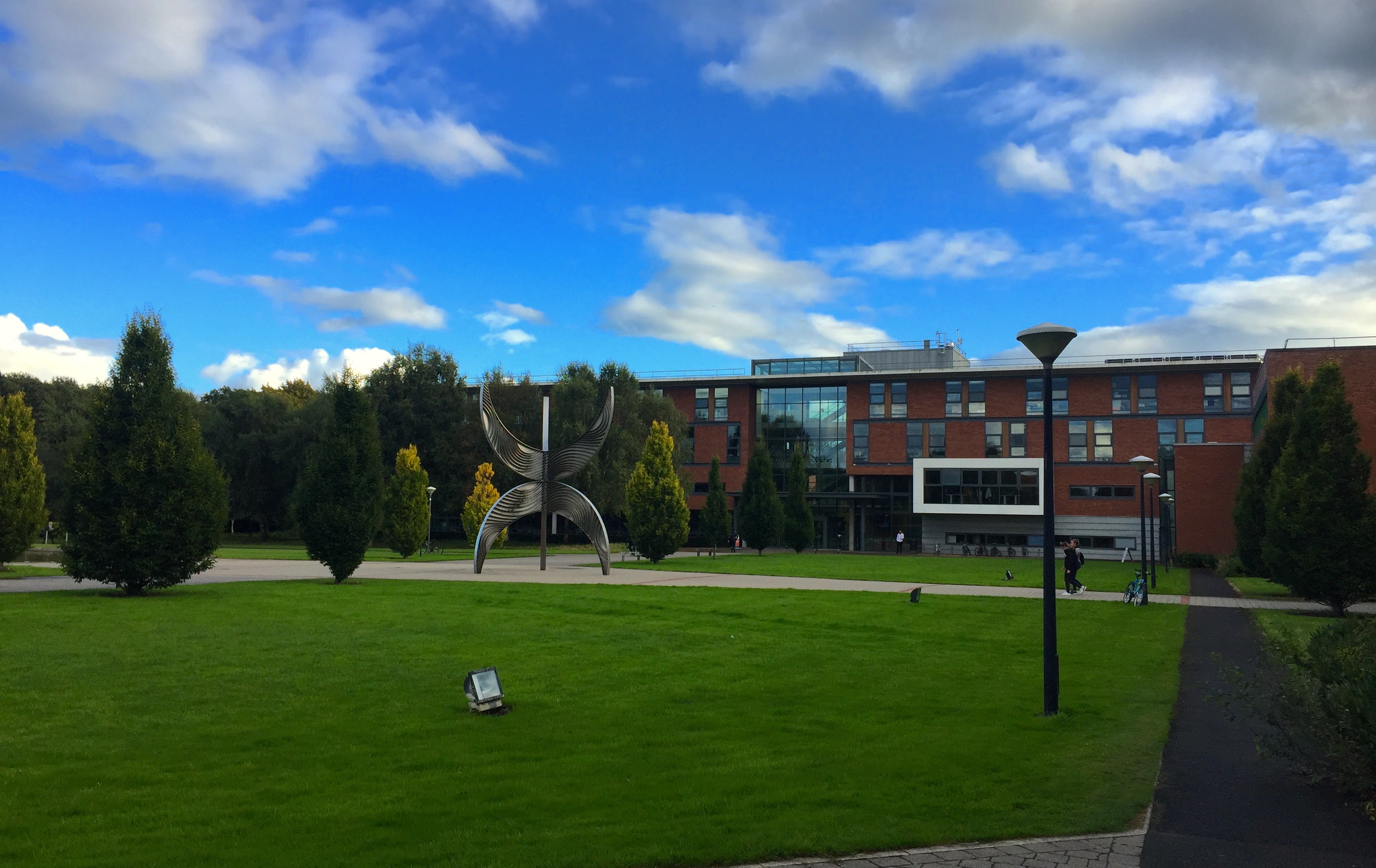
ケミー・ビジネススクール

2020年現在の学部は下記の通り（専攻を除く）。
- 人文社会科学部
  - 史学科
  - 音楽・舞踏国際アカデミー
  - 法学科
  - 政治・行政学科
  - 現代言語学部・応用言語学科
  - 英語・アイルランド語・コミュニケーション学部
  - 社会学科
- 教育健康科学部
  - 大学院入学医学科
  - 看護・助産学科
  - 体育・スポーツ科学科
  - 教育学科
  - 専門医学科
  - 心理学科
- ケミー・ビジネススクール
  - 経理財務学科
  - 経済学科
  - 経営・マーケティング学科
  - 仕事・雇用学科
- 理工学部
  - コンピュータ科学・情報システム学科
  - 電子情報工学科
  - 数学・統計学科
  - 工学科
  - デザイン学科
  - 自然科学科

#### 入学試験
中央出願局（CAO）は、リムリック大学に代わり、アイルランド、イギリス、欧州連合および欧州自由貿易連合の学部課程の出願を担当している。学部課程への入学の決定は、CAOに合格受験者に通知を出すようリムリック大学が指示している。大学への入学は専ら学力に基づいている。最低限の入学要件があり、英語またはアイルランド語の合格最低点と数学の合格最低点が必要である。また、ヨーロッパ大陸の外国語（フランス語、ドイツ語、スペイン語、イタリア語）での合格最低点が必要な場合もあり、数学の高レベル試験で40％を超えると総合点数に25点加算される。
また、個々の学部・コースにはさらに入学要件がある。例えば、理系の学部は通常、1つ以上の科学科目で特定の点数以上が必要となる。アイルランドの国家卒業統一試験のリービング・サーティフィケートの科目試験には高レベル（Higher Level）、普通レベル（Ordinary Level）があり、入学条件にレベルを指定する場合もある。また、試験の総合点数で学部に必要な点数を達成する必要もあり、通常リービング・サーティフィケートでは625点満点である。例えば、2018年の法学科は、合格最低総合点数は473点である。
合否は、CAOによって毎年8月中旬に発表される。アイルランドのリービング・サーティフィケートのみならず、イギリスの一般教育修了上級レベル、フランスのバカロレアなどの欧州連合および欧州自由貿易連合の試験や国際バカロレアなどでも出願はできる。欧州連合の国民または居住者ではない出願者には、異なる出願手順が適用される。
日本を含む欧州外の場合、国際バカロレア、一般教育修了上級レベルなどのいずれかの受験者で最低入学条件を満たすならば、直接入学できる。ただし、入学を保証するものではなく、優れた試験結果を保有している受験者を順に定員を埋める。それ以外では、高等学校卒業証で平均点が3以上であり、さらに1年間の高等教育を受けている必要がある。または、高等学校卒業証と1年間のファウンデーション・プログラムを受ける必要がある。

### 研究科

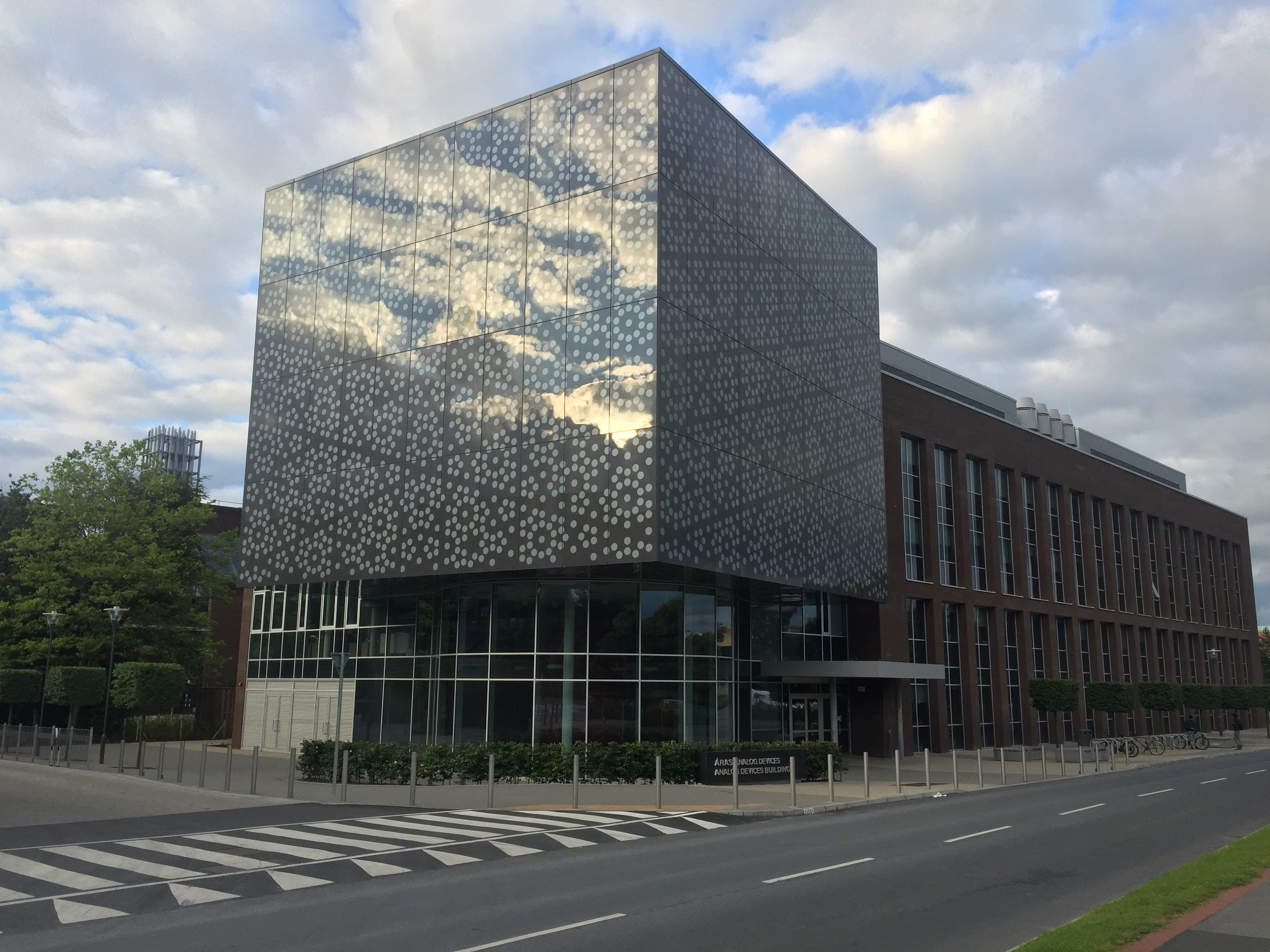
アナログ・デバイス棟

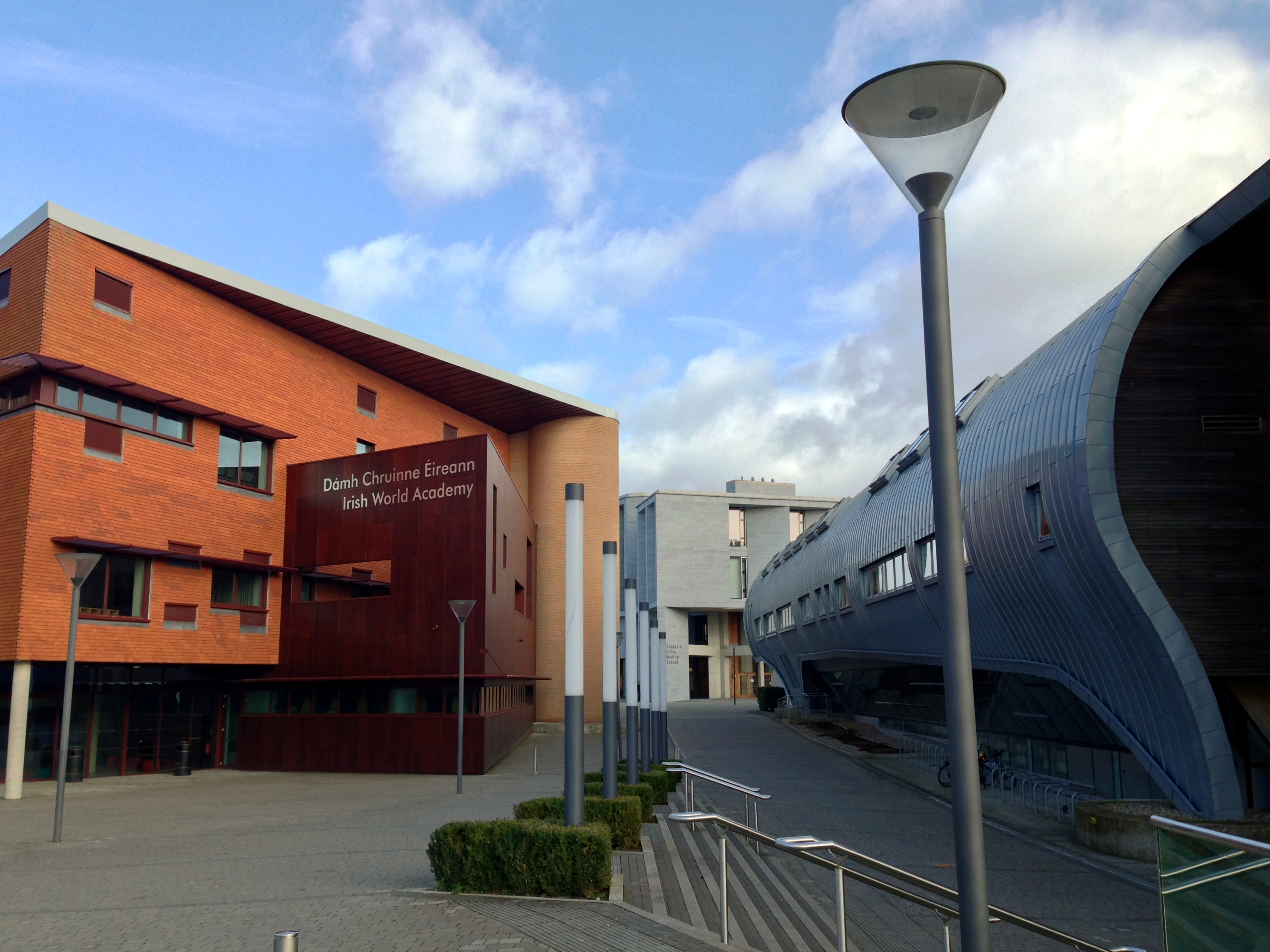
国際アカデミー棟（左）と医学棟（右）

2020年現在の研究科は下記の通り（専攻を除く）。
- 人文社会系研究科
  - 史学研究系
  - 音楽・舞踏国際アカデミー
  - 法学研究系
  - 政治・行政学研究系
  - 現代言語学部・応用言語学研究系
  - 英語・アイルランド語・コミュニケーション研究系
  - 社会学研究系
- 教育健康科学系研究科
  - 看護・助産学研究系
  - 体育・スポーツ科学研究系
  - 教育学研究系
  - 専門医学研究系
  - 心理学研究系
- ケミー・ビジネススクール
  - 経理財務学研究系
  - 経済学研究系
  - 経営・マーケティング研究系
  - 仕事・雇用学研究系
- 理工学系研究科
  - コンピュータ科学・情報システム研究系
  - 電子情報工学研究系
  - 数学・統計学研究系
  - 工学研究系
  - デザイン研究系
  - 自然科学研究系

#### 入学
大学院への入学は、リムリック大学が直接担当する。4年制大学を一定のCGPAで卒業している必要がある。研究科によっては、より高い入学要件またはポートフォリオ要件がある場合もある。

## 研究

### 物質・表面科学研究所（MSSI）
物質・表面科学研究所は1998年に設立され、表面科学と材料の分野についての基礎研究を行っている。ナノ材料、生体材料、複合材料・ガラス材料、生体触媒・クリーンテクノロジーの4つの分野を中心に研究を行っている。

### アイルランドソフトウェア研究センター（Lero）
アイルランドソフトウェア研究センター（Lero）は、アイルランド科学財団の科学技術センター（CSET）プログラムの支援を受け、2005年11月に、リムリック大学（UL）を中心にダブリンシティ大学（DCU）、ダブリン大学トリニティ・カレッジ（TCD）、ユニバーシティ・カレッジ・ダブリン（アイルランド国立大学ダブリン校、UCD）のソフトウェア工学研究活動のための共同組織として設立された。第3期（2014年～2020年）には、アイルランドの7つの大学（UL、DCU、アイルランド国立大学ゴールウェイ校、メイヌース大学、TCD、ユニバーシティ・カレッジ・コーク、UCD）、ダンドーク工科学院、そして国内外の29の産業界を網羅し、4,640万ユーロの資金を提供するまでに成長した。現在、すべてのソフトウェア関連の研究を網羅している。

### インタラクション・デザイン・センター（IDC）
1996年に設立されたインタラクション・デザイン・センターは、コンピュータ科学・情報システム学科の研究グループで、メディア・インスタレーションやインターフェースから技術的な現地調査まで、情報通信技術の設計、使用、評価に焦点を当てている。

### ローカリゼーション研究センター（LRC）
ローカリゼーション研究センター（LRC）は1995年にユニバーシティ・カレッジ・ダブリン（アイルランド国立大学ダブリン校）のローカリゼーション・リソース・センターとして設立され、1999年にリムリック大学に移転した。
LRCは、アイルランド科学財団の支援を受けて設立された次世代ローカリゼーション・センター（CNGL）でローカリゼーションの研究をしている。2009年にはロゼッタ財団から分離独立し、社会的なローカリゼーションを推進し、グローバル情報共有のためのアクションネットワークを支援している。2011年には、国連アフリカ経済委員会（UNECA）と覚書を締結した。

### 企業研究センター（ERC）
企業研究センター（ERC）は、現在および次世代の企業が直面している課題の研究に取り組んでいる。ERCの教職員は、企業最適化のモデリング、スケジューリング、管理、統合システムの設計と実装、製品革新、プロジェクト管理、品質、信頼性、生産性向上のためのツールの研究と実践的な経験を持っている。

## 学生生活

### 学生自治会
リムリック大学には15,000人の学生を代表する組織の学生自治会（UL Student Life）がある。
また、大学院専用の学生自治会もあり、大学院生を代表している。

### スポーツクラブおよびサークル

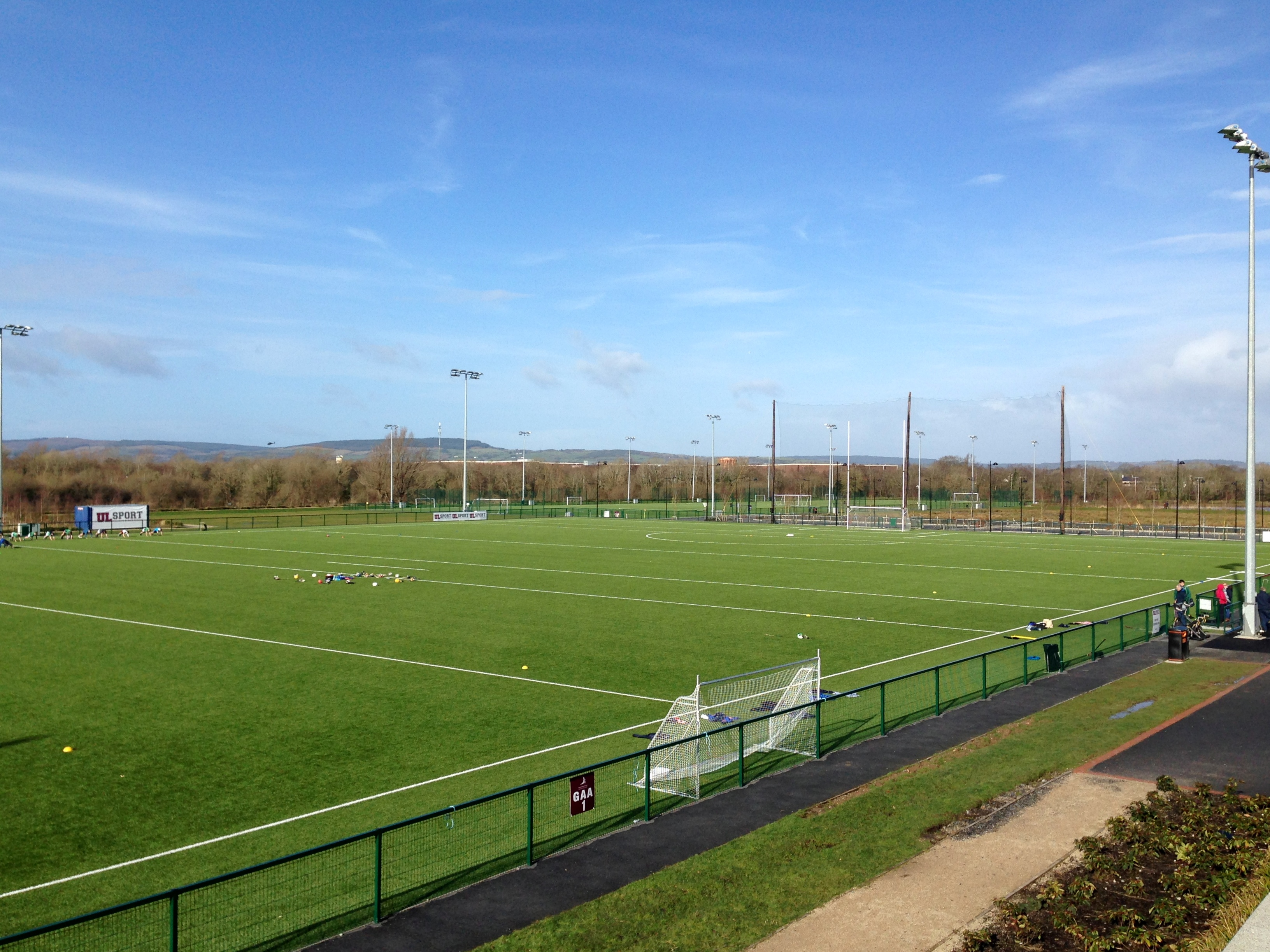
運動場

80以上の学生が運営するスポーツクラブやサークルがある。クラブは、学生自治会のスポーツ部、芸術部によって支援されている。

### 学生寮

#### キャンパス内
2020年現在のキャンパス内の学生寮は以下の通り。
- プラッシー・ビレッジ
- キルムリー・ビレッジ
- ドロムロー・ビレッジ
- トモンド・ビレッジ
- カッパヴィラ・ビレッジ
- ザ・クイグリー・レジデンス

#### キャンパス外
2020年現在のキャンパス外の学生寮は以下の通り。
- パークビューホール
- グロッディ学生ビレッジ

## 対外関係

### 他大学との協定（海外）
2020年7月現在、約400校の大学と学術交流協定を締結している。そのうち、5校は日本にある。
 日本
- 城西国際大学
- 名古屋商科大学
- 名古屋外国語大学
- 東洋大学
- 早稲田大学

#### その他
明星大学とは海外学術交流を行っており、法政大学とは海外派遣プログラムの協定を締結している。
 日本
- 法政大学
- 明星大学

## 公式サイト
- リムリック大学（英語）
- ウィキメディア・コモンズには、リムリック大学に関するカテゴリがあります。